# Bryconamericus subtilisform
Bryconamericus subtilisform är en fiskart som beskrevs av Román-valencia 2003. Bryconamericus subtilisform ingår i släktet Bryconamericus och familjen Characidae. Inga underarter finns listade.